# Edilene Lobo
Edilene Lobo (Taiobeiras) é uma jurista, advogada e acadêmica brasileira, atualmente ministra substituta do Tribunal Superior Eleitoral (TSE) e professora da Universidade de Itaúna.
É a primeira mulher negra a ser nomeada para o cargo de ministra substituta do TSE.

## Formação
Edilene Lobo é formada em direito pela Universidade de Itaúna, onde ingressou em 1990 e se formou em 1995.
Ela obteve o título de mestre em direito pela Universidade Federal de Minas Gerais (UFMG) em 2001, após defender a dissertação de mestrado Do Processo de Cassação dos Agentes Políticos Municipais - Recortes do Poder Local, sob orientação do professor Paulo Neves de Carvalho.
Concluiu o doutorado em direito processual pela Pontifícia Universidade Católica de Minas Gerais (PUC Minas) em 2010, após defender a tese A Democratização do Processo Jurisdicional Eleitoral, sob orientação do professor José Marcos Rodrigues Vieira.

## Carreira
É advogada especializada em direito eleitoral, direito administrativo e direito penal.
Edilene Lobo é professora do curso de direito da Universidade de Itaúna, situada em Minas Gerais, na qual leciona direito eleitoral, entre outras disciplinas. 
Em 2018, atuou como advogada na campanha eleitoral da ex-presidente Dilma Rousseff ao Senado Federal pelo Minas Gerais, assessorando-a juridicamente.
Em maio de 2023, participou da indicação em lista quádrupla feita pelo Supremo Tribunal Federal (STF) para o cargo de ministra efetiva do Tribunal Superior Eleitoral (TSE), porém acabou não sendo escolhida naquela oportunidade.

### Tribunal Superior Eleitoral
Em 2023, foi indicada em lista tríplice pelo Supremo Tribunal Federal, junto com as advogadas Daniela Borges e Marilda Silveira, e foi nomeada pelo presidente Lula da Silva para o cargo de ministra substituta do TSE, em vaga destinada a juristas, após a indicação de André Ramos Tavares para ministro efetivo da corte eleitoral.
Com a sua nomeação em 27 de junho de 2023, ela se tornou a primeira mulher negra a ocupar o cargo de ministra do TSE, como ministra substituta, quando poderá atuar em processos eleitorais nos quais os ministros efetivos não possam atuar por quaisquer casos de impedimento ou vacância. Tomou posse em 8 de agosto de 2023.

## Obras

### Principais livros
- Julgamento de Prefeitos e Vereadores (2003)[10]
- A Inclusão do Cidadão no Processo Eleitoral (2010)[4]

### Principais artigos e capítulos
- LÔBO, E. O DEFICIT DE LEGITIMIDADE NO PROCESSO POLÍTICO BRASILEIRO. A Violação da Teoria da Democracia. CONPEDI LAW REVIEW, v. 01, p. 175-190, 2016.
- LÔBO, E. REPERCUSSÃO GERAL NO RECURSO EXTRAORDINÁRIO E TERCEIROS INTERESSADOS À LUZ DA JURISDIÇÃO CONSTITUCIONAL. Revista de Direitos Humanos e Efetividade, v. 2, p. 73-88, 2016.
- LÔBO, E. O Processo Legislativo como Salvaguarda do Direito de Greve do Servidor Público. Revista de Direito Administrativo e Gestão Pública, v. 2, p. 73-88, 2016.
- LÔBO, E. 'DISTRITAO' E DIZIMAÇÃO DAS MINORIAS POLITICAS: O Desserviço à Democracia Substancial. REVISTA DE TEORIAS DA DEMOCRACIA E DIREITOS POLÍTICOS, v. 3, p. 111-130, 2017.
- LÔBO, E. A PARIDADE COMO DIREITO FUNDAMENTAL DA DEMOCRACIA SUBSTANCIAL NO BRASIL: MULHER NA POLÍTICA. In: Arthur Magno e Silva Guerra; José Alfredo de Oliveira Baracho Junior; Flavio do Couto Bernardes. (Org.). DIREITO ELEITORAL: 30 ANOS DE DEMOCRACIA. Belo Horizonte: D'Plácido, 2018, v. 01, p. 47-66.
- LÔBO, E. Medievalismo, Processo Eleitoral e Acesso à Justiça. In: Raphael Moreira Maia; Rayssa Rodrigues Meneguetti; Rosemary Cipriano da Silva. (Org.). Reflexões sobre o Estado Democrático de Direito: Estudos em homenagem ao Professor Fabrício Veiga Costa. Belo Horizonte: Editóra D'Plácido, 2019.
- LÔBO, E. PROPAGANDA POLÍTICA COMO DIREITO FUNDAMENTAL COLETIVO. In: Leonardo Nemer Caldeira Brant; José Edgard Penna Amorim Pereira; José Luiz Quadros de Magalhães (Org.). DESAFIOS DA DEMOCRACIA E DO DIREITO ELEITORAL NO BRASIL. Belo Horizonte: Fundação Konrad Adenauer, 2022, v. 1, p. 107-119.